# Aske Bang
Aske Bang (Copenhague, 1 de abril de 1988) é um ator e cineasta dinamarquês. Como reconhecimento, foi nomeado ao Oscar 2017 na categoria de Melhor Curta-metragem por Silent Nights.